# 费尔法克斯 (加利福尼亚州)
费尔法克斯（英語：Fairfax），是美国加利福尼亚州马林县下属的一个城市。于1931年3月2日建市。城市面积约为5.7平方公里，根据2010年美国人口普查，该市有人口7,441人。